# Werkelektrode
Een werkelektrode is in de elektrochemie de elektrode waaraan de gewenste elektrodereactie plaatsvindt. Er wordt alleen van werkelektrode gesproken als aan de betreffende elektrode een duidelijke netto reactie optreedt.

## Voorbeelden
- Bij een elektrogravimetrische bepaling van het nikkelgehalte, nikkel is in de oplossing aanwezig in de vorm van een Ni+-zout, is de kathode de werkelektrode, daar verloopt de reactie:

Ni+ + e— → Nio
- In een coulometrische bepaling van het broomgetal is de anode de werkelektrode, want daar verloopt de reactie:

2 Br— → Br2 + 2 e—

## Geen werkelektrode
In het geval van de titratie van chloride met zilvernitraat is de gebruikte zilverelektrode geen werk-elektrode, er verloopt niet echt een netto reactie. De zilverelektrode is daar meetelektrode.

## Verwijzingen in de tekst
1. ↑  Strikt genomen is het niet noodzakelijk de lading bij het neutrale atoom te noteren, maar in een omgeving waarin veel geladen atomen genoemd worden, is het handig ook de neutrale staat expliciet te melden: de lading is niet "vergeten".